# 鲁思 (1912年)
鲁思（1912年—1984年），原名陈鹤，字九皋，笔名鲁思、辛克、斯基、苹儿、柯苹、瞿史公等，男，江苏吴江人，中国剧作家、电影戏剧评论家。